# Паривил (Пенсилванија)
Паривил (енгл. Parryville) град је у америчкој савезној држави Пенсилванија.

## Демографија
По попису из 2010. године број становника је 525, што је 47 (9,8%) становника више него 2000. године.
| Група             | 2000.       | 2010.       |
| Белци             | 472 (98,7%) | 512 (97,5%) |
| Афроамериканци    | 1 (0,2%)    | 2 (0,4%)    |
| Азијати           | 0 (0,0%)    | 1 (0,2%)    |
| Хиспаноамериканци | 1 (0,2%)    | 11 (2,1%)   |
| Укупно            | 478         | 525         |